# 1038
 Năm 1038 là một năm trong lịch Julius. 

## Sinh
- Sancho Garcés IV của Pamplona